# Hallstatt
|  | Per a altres significats, vegeu «cultura de Hallstatt». |

Hallstatt a l'estat d'Alta Àustria, és una localitat del districte muntanyós de Salzkammergut a Àustria. Està localitzada prop del llac Hallstätter See. Està inscrita a la llista del Patrimoni de la Humanitat de la UNESCO des del 1997.
Hallstatt és coneguda per la seva producció de sal, que es remunta a temps prehistòrics, i que va donar nom a la cultura de Hallstatt, una cultura sovint vinculada als celtes, protocelta, i els pobles pre-il·liris de la Primera Edat del Ferro d'Europa, c.800- 450 abans de Crist. Part de l'evidència arqueològica més antiga dels celtes s'ha trobat a Hallstatt.